# 제2차 아랍의 봄
제2차 아랍의 봄(Second Arab Spring)은 아랍의 봄의 뒤를 이어 2018년부터 2024년까지 중동에서 벌어진 일련의 시위나 혁명을 일컫는다. 신(新)아랍의 봄 또는 아랍의 여름이라는 표현도 쓰인다. 아랍의 봄이 권위주의 정부를 무너뜨리고 민주주의 정부를 세우는 것에 목표를 둔 것이었다면, 제2차 아랍의 봄은 실업, 인플레이션, 세금 부과, 정부 개혁 등 전반적인 삶의 질을 개선하는 것을 목표로 발생했다.
2017년 12월 모로코에서 일어난 시민 운동을 계기로, 2018년 1월 튀니지에서도 대규모 시위가 더 발생한 이후 요르단과 이라크, 오만에서 정부 개혁과 세금 인상 등에 반대하는 시위가 이어졌다. 2019년에는 알제리, 수단, 이집트, 레바논, 팔레스타인(가자 지구) 등으로 시위가 확산되었다. 2019년에 벌어진 일련의 시위로 이라크와 레바논, 알제리, 수단에서는 정부가 교체되었고, 이집트와 가자 지구에서는 정부가 시위를 강경하게 탄압했다.
한편 2024년 12월 시리아 반군의 공세로 아사드 정권이 몰락한 것을 시리아 혁명의 완수라고 보고 제2차 아랍의 봄에 포함시키기도 한다.

## 같이 보기
- 아랍의 봄
- 아랍의 겨울
- 수단 혁명
- 인민은 정치 타도를 원한다
- 아랍의 봄이 미친 영향